# Richard Walheim
Richard Walheim (* 23. April 1936) ist ein ehemaliger deutscher Fußballspieler. 

## Karriere
Richard Walheim spielte Zweitligafußball in der II. Division. Dort absolvierte er ein Spiel für die Stuttgarter Kickers. Beim 3:1-Heimsieg der Kickers gegen den VfL Neustadt am 29. Oktober 1961 stand Walheim in der Startelf.